# Đêm hẹn nhớ đời
Đêm hẹn nhớ đời (tựa tiếng Anh: Date Night) là một bộ phim hài Mỹ khởi chiếu năm 2010, được đạo diễn bởi Shawn Levy, có sự tham gia của hai ngôi sao Steve Carell và Tina Fey. Bộ phim khởi chiếu ngày 9 tháng 4 năm 2010 tại Mỹ và tại Việt Nam là ngày 16 tháng 4 năm 2010.

## Nội dung phim
Một cặp vợ chồng sống ở New Jersey là Phil và Claire Foster như mọi ngày vẫn chăm sóc con, lau dọn nhà cửa, hẹn họ ăn tối với nhau như bình thường. Cho đến một tối nọ, khi Phil muốn một cái gì đó đặc biệt cho Claire và anh tổ chức một đêm hẹn hò lãng mạn ở nhà hàng hải sản nổi tiếng Manhattan. Họ chưa đặt bàn trước và lại đến hơi trễ nên không còn bàn. Vậy là hai vợ chồng Phil đành chờ bàn trống. Cô phục vụ gọi lớn tên "Tripplehorn" nhưng cặp này chưa đến. Thế là Phil quyết định giả danh "Tripplehorn" và rồi hai người có được một bàn ăn. Họ trò chuyện với nhau và vẫn như thói quen mọi lần hẹn hò, họ đoán về những cặp khác đang ngồi trong nhà hàng. Rồi bỗng nhiên hai người đàn ông đến và đề nghị vợ chồng Phil đứng dậy và ra ngoài nói chuyện. Phil tưởng chỉ là một cuộc nói chuyện bình thường nên đã theo hai người đàn ông ra ngõ sau của nhà hàng. Và rồi Phil biết được đây là một sự nhầm lẫn. Hai người đàn ông đó là Collins và Armstrong, chúng tưởng vợ chồng Phil là cặp "Tripplehorn" nên yêu cầu hai người giao nộp ổ đĩa flash gì đó. Lúc này Phil và Claire mới biết sự hiểu lầm. Họ giải thích nhưng Collins và Armstrong không tin, Phil phải giả vờ mình là Tripplehorn và nói rằng đã giấu ổ đĩa ở Công viên Trung tâm. Hai người đàn ông bắt vợ chồng Phil dẫn đường đến đó.
Khi đến Công viên Trung tâm, vợ chồng Phil lừa hai tên côn đồ vào một ngôi nhà và nói rằng ổ đĩa flash ở dưới sàn. Khi Claire đang cúi xuống gỡ tấm sàn nhà, Collins và Armstrong cũng cúi xuống theo, lợi dụng thời cơ Phil đã cầm gậy đánh hai người đàn ông. Sau đó, Phil và Claire chạy trốn, Collins và Armstrong đuổi theo. Hai vợ chồng dùng thuyền máy đi và may mắn thoát ra được ngoài đường phố đông đúc người qua lại.
Hai vợ chồng tìm đến đồn cảnh sát. Tại đây, họ khai mọi chuyện với Thám tử Arroyo - một nữ cảnh sát, từ việc ngồi bàn tiệc của người khác đến việc bị bọn côn đồ hiểu lầm. Rồi hai vợ chồng thấy Collins và Armstrong trong đồn cảnh sát. Lúc này họ mới biết hai tên côn đồ đó là cảnh sát. Họ lại chạy trốn và họ quyết định quay lại nhà hàng Manhattan để lấy số điện thoại của "Tripplehorn".
Sau khi lấy được số điện thoại của "Tripplehorn", Claire nhớ đến một vị khách hàng bất động sản của mình là Holbrooke Grant. Claire tìm được địa chỉ nhà Grant và hai vợ chồng cùng đến nhà anh ta. Tại nhà Grant, họ nhờ Grant giúp đỡ và rồi Collins và Armstrong đến. Grant chỉ cho hai vợ chồng Phil xuống gara xe của mình để tạm nấp. Hai vợ chồng xuống gara và lấy xe Audi của Grant để chạy trốn.
Họ tìm đến nhà "Tripplehorn" thật và lấy được ổ đĩa flash. Hai vợ chồng xuống xe và hai tên cảnh sát Collins và Armstrong bắt gặp hai vợ chồng. Phil và vợ lái xe chạy trốn và đâm phải một chiếc taxi. Hai chiếc dính với nhau và rồi xe cộ liên tiếp tông nhau. Phil phải qua chiếc taxi để điều khiển xe, mượn của người tài xế sách điện tử và nhìn thấy những bức hình sex của Công tố viên Frank Crenshaw, sau đó chiếc xe rơi xuống sông. Ổ đĩa cũng rơi theo.
Phil và Claire lại đến nhà Grant để nhờ sự giúp đỡ và rồi họ tìm đến hộp đêm nơi Công tố viên Frank Crenshaw đang ăn chơi trong đó. Claire thay y phục và đội tóc giả, cùng với Phil vào phòng - nơi có Crenshaw đang vui vẻ. Phil và Claire buộc phải nhảy nhót và múa cột để Crenshaw mua vui. Sau đó, Phil nói về ổ đĩa flash. Crenshaw bắt hai người lên sân thượng nói chuyện và rồi một lúc sau có bọn côn đồ khác xuất hiện, những khẩu súng bắt đầu chĩa vào nhau. Claire thấy tình hình rối ren nên đếm đến 3 (trò mà cô vẫn dùng để dọa những đứa con của mình), lập tức sau đó cảnh sát ập đến, bắt giữ Công tố viên cùng những người liên quan.
Hôm sau, Phil và Claire ăn bữa sáng tại một tiệm ăn gần nhà, nơi mà Phil đã thú nhận vẫn sẽ cưới Claire và có lại những đứa con nếu như có cơ hội lựa chọn lần nữa. Họ quay về nhà và hôn nhau đắm đuối trước cửa nhà.

## Phân vai diễn viên

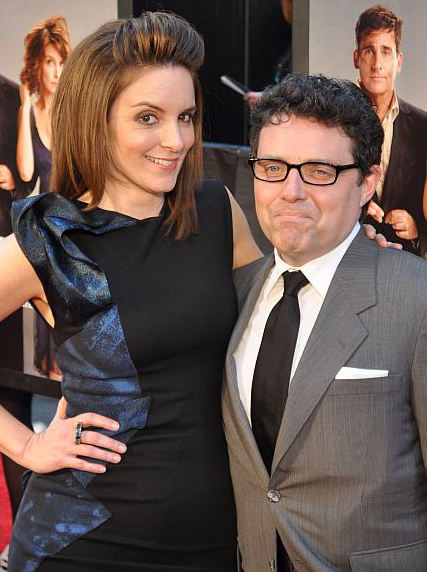
Tina Fey và người chồng Jeff Richmond trong buổi ra mắt phim Đêm hẹn nhớ đời.

- Steve Carell trong vai Phil Foster[7]
- Tina Fey trong vai Claire Foster[7]
- Mark Wahlberg trong vai Holbrooke Grant[7]
- Taraji P. Henson trong vai Thám tử Arroyo[7]
- Common trong vai Thám tử Collins[7]
- Jimmi Simpson trong vai Thám tử Armstrong[8]
- William Fichtner trong vai Công tố viên Frank Crenshaw[9]
- Ray Liotta trong vai Joe Miletto[8]
- James Franco trong vai Chase "Taste" Tripplehorn / Tom Felton[7]
- Mila Kunis trong vai "Whippit" Tripplehorn[8]
- Mark Ruffalo trong vai Brad Sullivan[8]
- Kristen Wiig trong vai Haley Sullivan[7]
- Leighton Meester trong vai Katy[7]
- J. B. Smoove trong vai tài xế taxi (chiếc taxi đâm vào chiếc Audi mà 2 vợ chồng Phil đã lái)
- Olivia Munn trong vai bà chủ nhà hàng Manhattan
- Michelle Galdenzi trong vai cô phục vụ trong nhà hàng Manhattan
- Gal Gadot trong vai Natanya
- will.i.am trong vai will.i.am

## Nhạc phim
- "Burn It to the Ground" - Nickelback
- "Love Gun" - Cee Lo Green feat. Paradiso Girls
- "Heartbreak Warfare" - John Mayer
- "Cobrastyle" - Teddybears Stockholm
- "Blitzkrieg Bop" - The Ramones
- "Why Me" - Margie Balter
- "Date Night Blues" - The Rave-Ups
- "French Connection" - Solar Budd
- "Moving On" - Morgan Page
- "Fresh Groove" - Muddy Funksters
- "I Want’a Do Something Freaky To You" - Leon Haywood
- "Sex Slave Ship" - Flying Lotus
- "God Created Woman" - A. B. O’Neill
- "Elephant" - Spiral System
- "Production" - Lemonworks
- "Something Bigger, Something Better" - Amanda Blank
- "Stone" - Terry Lynn
- "(Your Love Has Lifted Me) Higher And Higher" - Jackie Wilson

## Doanh thu
Ngày cuối tuần đầu tiên khởi chiếu, hãng 20th Century Fox báo rằng đã thu về được 27,1 triệu USD, hơn bộ phim Cuộc chiến giữa các vị thần của hãng Warner Bros. đến 200.000 USD. Trong 1 cuộc báo cáo, Cuộc chiến giữa các vị thần đứng thứ nhất về doanh thu liên tiếp trong 2 tuần với 26,6 triệu USD. Đêm hẹn nhớ đời giữ vị trí số 2 với 25,2 triệu USD, ít hơn Cuộc chiến giữa các vị thần 1,4 triệu USD. Cuối cùng, tổng doanh thu của Đêm hẹn nhớ đời là 152,263,880 USD.

## Giải thưởng
| Giải thưởng                        | Hạng mục                                  | Nội dung đề cử  | Kết quả   |
| ---------------------------------- | ----------------------------------------- | --------------- | --------- |
| Giải Sự lựa chọn của Giới trẻ 2010 | Phim hài được yêu thích nhất              | Đêm hẹn nhớ đời | Đoạt giải |
| Giải Sự lựa chọn của Giới trẻ 2010 | Nữ diễn viên phim hài được yêu thích nhất | Tina Fey        | Đoạt giải |